# Satoshi Yagisawa (Komponist)
Satoshi Yagisawa (japanisch 八木澤 教司, Yagisawa Satoshi; * 3. April 1975 in Tokio, Japan) ist ein japanischer Komponist.

## Leben
Er studierte an der Musashino Academia Musicae, (lateinisch für die Musashino Ongaku Daigaku) dort belegte er auch die Master-Kurse und schloss mit dem Master of Music ab. Danach war er für zwei Jahre in der Musikforschung tätig.
Sein Werk ist vielgestaltig und schließt Orchestermusik, Kammermusik, Chormusik und Musik für traditionelle japanische Instrumente ein. Seine Kompositionen für Bläser, deren Titel zumeist schon ihre Kurzbeschreibung enthalten, sind in einer dramatischen Tonsprache gehalten. Außerdem betätigt er sich als Juror bei Wettbewerben, als Gast-Dirigent bei zahlreichen Orchestern und als Verfasser von Artikeln in Fachzeitschriften (The Flute, The Clarinet, The Sax) tätig. Er arrangierte im Jahr 2003 das Thema der Musik für den 54th National Arbor Day in der Chiba Prefecture: Music for planting and sowing by the Emperor and Empress of Japan.

## Werke

### Werke für Blasorchester
- 1995 Celebres Overture
- 1996 Dimelentas
- 2000 Dimelentas II
- 2001 March-Bou-Shu
- 2001 The Lyric for Wind Orchestra "Appeals of autumnel winds"
- 2002 Prelude
- 2002 "Soaring over the Ridges" – the Impression of the North Alps
- 2003 Flamboyant – Red Flames on the ground
- 2003 A Tone poem for Wind Orchestra "And then the Ocean Glows"
- 2003 Lemuria – The Lost Continent
  1. The Paradise of Greenery "Lemuria"
  2. Praising the Universe – The Fortress in the Drizzle
  3. The Civilization Going Down – The Peace to be handed down
- 2003 Per-Sonare
- 2004 Moai – the Seven Giant Statues Gazing at the Sun
- 2004 The Scene of the Homeland – on theme by Edvard Grieg
- 2004 Machu Picchu: City in the Sky – The mystery of the hidden Sun Temple
- 2003/2004 The West Symphony
  1. The Blue Wolf on the Plateau
  2. Wahlstatt
- 2005 Nazca Lines – The Universe Drawn on the Earth
- 2005 Cavetowns "Cappadocia" – Strangely shaped rocks where elves dwell
- 2005 Las Bolas Grandes
- Fanfare "Music City"
- 2008 Konzert für Marimba
- 2010 Voyage – Flight into a Hopeful Future
- 2012 Concertino für Saxophon
- 2020 Concerto für Euphonium

### Chormusik
- The Nightview of Lonesome

### Kammermusik
- 2001 Intrada for brass octet (Trompete 1, Trompete 2, Trompete 3, Horn, Posaune 1(auch: Euphonium), Posaune 2, Posaune 3, Tuba)
- 2002 Capriccio for Clarinet Octet (Eb Klarinette, 4 Bb Klarinetten, Alt-Klarinette, Bass-Klarinette, Kontrabass-Klarinette)
- 2003 Rhapsody for Euphonium Tuba Quartet (Euphonium 1, Euphonium 2, Tuba 1, Tuba 2)
- 2004 Fioriturafor Flute Quartet